# Mistrzostwa Polski w Łyżwiarstwie Szybkim w Wieloboju Sprinterskim 2008
27. Mistrzostwa Polski w wieloboju sprinterskim odbyły się w dniach 5-6 stycznia 2008 roku na torze Błonie w Sanoku.

## Kobiety
| Pozycja | Zawodniczka       | Klub                       | 500 m | Pkt. | 1000 m | Pkt. | 500 m | Pkt. | 1000 m | Pkt. | Suma pkt. |
| ------- | ----------------- | -------------------------- | ----- | ---- | ------ | ---- | ----- | ---- | ------ | ---- | --------- |
| 01 !    | Karolina Ksyt     | Pilica Tomaszów Mazowiecki |       |      |        |      |       |      |        |      | 169,310   |
| 02 !    | Luiza Złotkowska  | Stegny Warszawa            |       |      |        |      |       |      |        |      | 172,175   |
| 03 !    | Katarzyna Woźniak | Stegny Warszawa            |       |      |        |      |       |      |        |      | 173,790   |

## Mężczyźni
| Pozycja | Zawodnik          | Klub              | 500 m | Pkt. | 1000 m | Pkt. | 500 m | Pkt. | 1000 m | Pkt. | Suma pkt. |
| ------- | ----------------- | ----------------- | ----- | ---- | ------ | ---- | ----- | ---- | ------ | ---- | --------- |
| 01 !    | Maciej Ustynowicz | Marymont Warszawa |       |      |        |      |       |      |        |      | 151,770   |
| 02 !    | Maciej Biega      | Górnik Sanok      |       |      |        |      |       |      |        |      | 153,785   |
| 03 !    | Daniel Gwadera    | Marymont Warszawa |       |      |        |      |       |      |        |      | 154,025   |